# Eric Sheppard
Eric Sheppard, né le 16 octobre 1991, est un coureur cycliste australien.

## Palmarès sur route
- 2009
  -  Médaillé d'argent du championnat d'Océanie sur route juniors
  - 2e de la Baw Baw Classic
  - 7e du championnat d'Océanie du contre-la-montre juniors
- 2011
  - Tour d'Indonésie :
    - Classement général
    - 4e étape
- 2012
  - 2e du championnat d'Australie sur route espoirs
- 2014
  - 1re étape du Tour des Philippines
  - 2e du Tour des Philippines
  - 3e de la Melaka Governor Cup
- 2015
  - 1re étape du Tour des Philippines

## Classements mondiaux
| Année         | 2011 | 2012 | 2013 | 2014 |
| ------------- | ---- | ---- | ---- | ---- |
| UCI Asia Tour | 183e | 53e  | 258e | 34e  |